# Kango Shicyauzo
Kango Shicyauzo (яп. 看護しちゃうぞ) — эротическая визуальная новелла, разработанная и выпущенная 2 марта 2001 года компанией Trabulance для Windows. 25 июля 2002 года вышло издание для DVD-проигрывателей под названием Kango Shichauzo Nanana Triangle. 26 сентября того же года последовало второе DVD-издание — Kango Shichauzo Maioka Wonderful. Компания G-Collections локализовала игру для североамериканского рынка под названием I'm Gonna Nurse You, выпустив её 24 июня 2003 года. Начиная со второй редакции, японская и английская версии получили подзаголовок Voice Plus!, указывающий на наличие озвучивания персонажей оригинальными сэйю.
Серия включает в себя три игры. За оригинальной игрой последовала Kango Shichauzo 2 ~Joshi Ryou wa Moeteiru ka~, выпущенная в Японии 19 апреля 2002 года для персональных компьютеров, а позднее, 27 ноября 2003 года, — для DVD-проигрывателей. Как и первая часть, она была локализована компанией G-Collections для североамериканского рынка 24 июня 2003 года. Заключительная часть трилогии, Kango Shichauzo 3 ~Kangofu-san wa Amaenbo~, вышла 16 июля 2004 года только на японском языке и только для PC.

## Игровой процесс
Игровой процесс Kango Shicyauzo следует традиционной механике визуальных новелл. Игрок просматривает сцены с диалогами персонажей и периодически принимает решения в ключевых моментах сюжета. В зависимости от выбранных вариантов развиваются различные сюжетные линии, в большинстве из которых главный герой Синобу развивает отношения с одной из героинь, завершающиеся браком. При неспособности установить отношения с кем-либо из персонажей игра заканчивается досрочно возвращением протагониста к работе в больнице. После прохождения всех индивидуальных сюжетных линий открывается дополнительный сценарий, в котором главный герой одновременно развивает отношения со всеми женскими персонажами.
Игра предоставляет возможность создания сохранений в любой момент прохождения. По желанию игрока может быть активирована система напоминаний о сохранении перед важными сюжетными решениями. Также присутствует опциональная система подсказок, демонстрирующая прямые или косвенные указания на последствия того или иного выбора.

## Сюжет
Действие игры разворачивается в токийской больнице Св. Михаила. Главный герой, Синобу Накагава, — молодой педиатр, недавно получивший лицензию на врачебную практику. Однажды вечером во время рабочей смены он получает телефонный звонок от своей приёмной матери, Каэдэ Майока, с просьбой навестить её. Несмотря на неудобство ситуации, Синобу соглашается прийти.
По прибытии Каэдэ предлагает Синобу временно заменить заболевшего преподавателя в Школе медсестёр Св. Михаила — женском учебном заведении, расположенном рядом с больницей. Первоначально протагонист отказывается, но, заметив огорчение приёмной матери, соглашается. Вскоре он узнаёт, что среди учащихся школы находится его приёмная сестра, Момидзи Майока.
На следующее утро во время ознакомительного визита в школу Синобу знакомится с тремя ученицами, проявляющими к нему дружеское расположение. Дальнейшее развитие сюжета зависит от решений игрока, определяющих, с кем из персонажей, включая членов приёмной семьи протагониста, будут развиваться романтические отношения.

## Отзывы критиков
Игра получила преимущественно положительные оценки критиков. Kango Shicyauzo стала первой локализацией компании G-Collections и, предположительно, её самым успешным коммерческим проектом. Японский дистрибьютор JList охарактеризовал игру как «поворотный момент в истории англоязычных бисёдзё-игр». Критике подверглись недостаточная глубина сюжета, устаревшее графическое исполнение и предсказуемость финальных сцен. Обозреватель Ровена Лим Лей в своей рецензии на Animetric положительно оценила художественный стиль игры и простоту прохождения, отметив при этом противоречивость некоторых сюжетных элементов.